# Gai Hei
Gai Hei, en llatí Caius Heius, fou un ciutadà notable de Messana, de la principal família de la ciutat i cap de la delegació enviada per la ciutat al judici de Verres, per donar testimoni a favor de l'acusat, que el mateix Verres va convèncer o va obligar els messanencs a formar quan va ser acusat per Ciceró.
Però Hei, tot i que era commissionat per la ciutat a declarar a favor de Verres, va ser un testimoni important per l'acusació. Havia estat un dels principals perjudicats per la rapacitat del pretor, que li havia confiscat diverses obres d'art que eren a la seva família per herència des de feia generacions, entre elles el famós Eros en marbre de Praxíteles, l'Hèracles de bronze de Miró i el Canèfor de Policlet. Els tresors ancestrals de Gai Hei, alguns dels quals formaven part de l'altar familiar, eren sagrats i de valor incalculable. Verres les havia comprat a un preu ínfim o les havia pres demanant disculpes, fins que la casa i el larari de Gai Hei van quedar buides, excepte una obra molt antiga segurament d'origen pelasg, que no va considerar prou curiosa per la seva col·lecció. Verres havia actuat també sense escrúpols apropiant-se de les terres i els diners d'Hei.
Quan Ciceró el va interrogar va desmentir al pretor i va declarar en contra seva.